# Nancy Mace

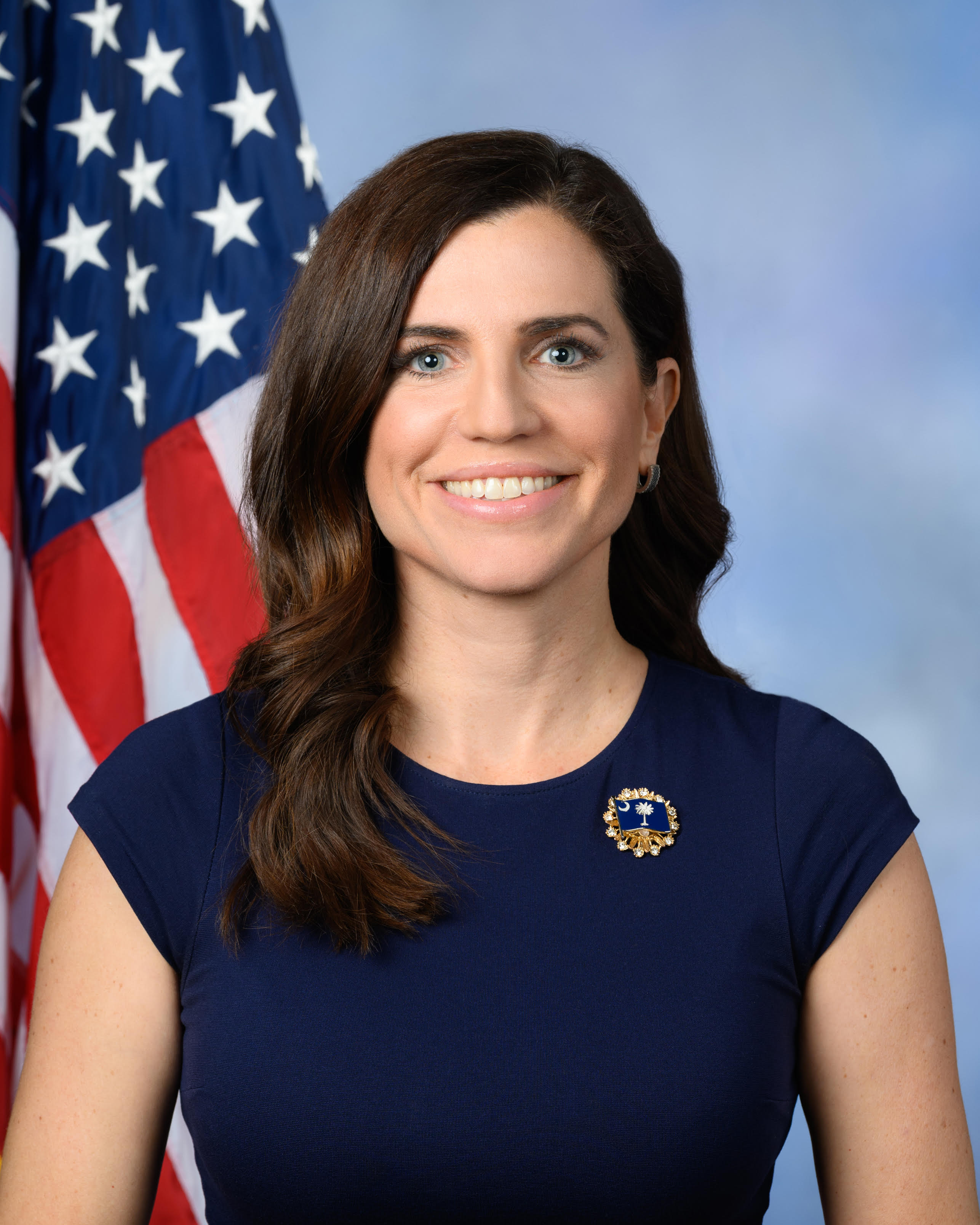
Nancy Mace (2020)

Nancy Ruth Mace (* 4. Dezember 1977 in Fayetteville, Cumberland County, North Carolina) ist eine US-amerikanische Politikerin der Republikanischen Partei. Seit Januar 2021 ist sie Abgeordnete des Bundesstaats South Carolina im Repräsentantenhaus der Vereinigten Staaten. Von Januar 2018 bis Dezember 2020 war Mace Mitglied im Repräsentantenhaus von South Carolina.

## Leben
Nancy Mace wurde in Fayetteville im Bundesstaat North Carolina geboren,
ihr Vater war im in der Nähe gelegenen Fort Bragg stationiert. Sie studierte am Militärcollege The Citadel und machte dort einen Bachelorabschluss in Betriebswirtschaftslehre. Danach absolvierte sie einen Masterstudiengang in Journalismus an der University of Georgia. Seit 2008 betrieb Mace eine Beratungsfirma. Sie war von 2004 bis 2019 mit Curtis Jackson verheiratet.
Sie ist alleinerziehende Mutter von zwei Kindern und lebt in Charleston.

## Politik
Bei den Wahlen von 2014 bewarb Mace sich um einen der beiden Sitze im Senat der Vereinigten Staaten für den Bundesstaat South Carolina, kam jedoch nicht über die Vorwahl hinaus. Nach dem Rücktritt von Jimmy Merill aus dem Repräsentantenhaus von South Carolina im September 2017 gab Mace ihre Kandidatur um seine Nachfolge bekannt. Am 14. November 2017 fehlten ihr dreizehn Stimmen zur absoluten Mehrheit, in der Stichwahl zwei Wochen später wurde sie mit 63 Prozent der Stimmen zur republikanischen Kandidatin ausgewählt. Bei der Wahl im Januar 2018 setzte sie sich gegen die Kandidatin der Demokratischen Partei Cindy Boatright mit 57 Prozent der Stimmen durch, im Januar 2018 trat sie das Amt an. Bei den regulären Wahlen im November 2018 verteidigte sie ihr Amt. Während ihrer Amtszeit setzte Mace sich erfolgreich für eine Ausnahme in einem verabschiedeten Gesetz zum Verbot von Abtreibungen ein, die diese bei Vergewaltigungen und Inzest erlaubt. Des Weiteren unterstützte sie einen Antrag zum Verbot von Ölbohrungen vor der Küste von South Carolina.
Im Juni 2019 gab Nancy Mace bekannt, bei den Wahlen zum Repräsentantenhaus der Vereinigten Staaten im November 2020 antreten zu wollen. Sie war Kandidatin für den ersten Kongresswahlbezirk des Staates, der von dem Demokraten Joe Cunningham vertreten wurde. In der Vorwahl der Republikaner am 9. Juni 2020 setzte Mace sich deutlich gegen zwei weitere Kandidaten durch. Bei den Kongresswahlen am 3. November 2020 setzte sie sich knapp mit 50,6 zu 49,3 Prozent der Stimmen gegen Amtsinhaber Cunningham durch und löste ihn somit am 3. Januar 2021 ab.
Nachdem sie Donald Trump wegen des Angriffs auf das US-Kapitol am 6. Januar 2021 kritisiert hatte, rief Trump bei der Vorwahl zur Kongresswahl 2022 zur Wahl der Herausforderin Katie Arrington auf. Andererseits unterstützte Nikki Haley Mace. Die Vorwahl ihrer Partei im Juni für die Wahlen 2022 konnte sie mit rund 53 % gewinnen. Sie trat dadurch im November 2022 gegen Annie Andrews von der Demokratischen Partei und Joseph Oddo von der Alliance Party an. Sie konnte die Wahl mit 56,4 % der Stimmen für sich entscheiden und war dadurch auch im Repräsentantenhaus des 118. Kongresses vertreten. Sie stimmte während des 119. Kongresses für den Sturz Kevin McCarthys als Sprecher des Repräsentantenhauses und erklärte ihre Unterstützung für Jim Jordan für das Amt.
Im Vorfeld der Präsidentenwahl 2024 sprach sich Mace für Trump und gegen Haley als Präsidentschaftskandidaten aus. Trump rief im Gegenzug bei den Vorwahlen zur Kongresswahl 2024 zur Wahl von Mace auf. Der von ihr mitgestürzte McCarthy unterstützte mit Millionen Maces Opponentin Catherine Templeton. Nany Mace konnte die Vorwahl gewinnen. In der Hauptwahl setzte sie sich gegen den Demokraten Michael Moore mit 58,3 % durch. Ihre aktuelle Legislaturperiode im Repräsentantenhaus des 119. Kongresses läuft noch bis zum 3. Januar 2027.
Im August 2025 kündigte Mace an in der Wahl 2026 sich für das Amt des Gouverneurs von South Carolina zu bewerben.

### Ausschüsse
Sie ist Mitglied in folgenden Ausschüssen des Repräsentantenhauses:
- Committee on Armed Services
  - Intelligence and Special Operations
  - Seapower and Projection Forces
- Committee on Oversight and Accountability
  - Cybersecurity, Information Technology, and Government Innovation
  - National Security, the Border, and Foreign Affairs
- Committee on Veterans’ Affairs
  - Economic Opportunity
  - Technology Modernization

### Politische Positionen
Mace arbeitete für Donald Trumps Präsidentschaftskampagne 2016,
verurteilte aber sein Vorgehen nach dem Angriff auf das US-Kapitol am 6. Januar 2021. Mace erklärte, Trumps Vermächtnis sei dadurch ausgelöscht worden und er müsse für seine Taten zur Rechenschaft gezogen werden. Letztlich stimmte sie jedoch gegen ein Amtsenthebungsverfahren.
Anfang Oktober 2023 war Mace eine der acht republikanischen Abgeordneten, die für die Abwahl des republikanischen Sprechers des Repräsentantenhauses, Kevin McCarthy, stimmten.

## Werke
- Nancy Mace: In the Company of Men: A Woman at The Citadel Simon & Schuster, 2001, ISBN 978-0-689-84003-6